# Constitution monégasque de 1962
Pour les articles homonymes, voir Constitution de Monaco.
Lire en ligne

Legimonaco : version avant et après la réforme de 2002 ;
Gouvernement : version consolidée, traduction en anglais ;
Université de Perpignan : version conforme à l'officielle
Wikisource : version consolidée en 2002

Constitution de 1911
La constitution monégasque de 1962 est la loi fondamentale de Monaco qui unit et régit de manière organisée et hiérarchisée l'ensemble des rapports entre gouvernants et gouvernés au sein de la principauté de Monaco. Remplaçant la constitution de 1911, elle est adoptée le 17 décembre 1962 et révisée par la loi no 1249 du 2 avril 2002.
Cette Constitution fut préparée par un collège de juristes, constitué, entre autres, de Georges Vedel et Prosper Weil.

## Structure
| Hiérarchie | Subdivision | Résumé                                           |
| ---------- | ----------- | ------------------------------------------------ |
| 0          | Préambule   | Préambule                                        |
| 1          | Titre I     | « La Principauté — les pouvoirs publics »        |
| 1.1        | Article 1   | Souveraineté nationale                           |
| 1.2        | Article 2   | Statut monarchique et État de droit              |
| 1.3        | Article 3   | Pouvoir exécutif                                 |
| 1.4        | Article 4   | Pouvoir législatif                               |
| 1.5        | Article 5   | Pouvoir judiciaire                               |
| 1.6        | Article 6   | Séparation des pouvoirs                          |
| 1.7        | Article 7   | Symboles nationaux                               |
| 1.8        | Article 8   | Langue officielle                                |
| 1.9        | Article 9   | Religion d'État                                  |
| 2          | Titre II    | « Le Prince la dévolution de la Couronne »       |
| 2.1        | Article 10  | Succession au trône (en)                         |
| 2.2        | Article 11  | Majorité souveraine et régence                   |
| 2.3        | Article 12  | Exercice de l'autorité souveraine                |
| 2.4        | Article 13  | Relations extérieures                            |
| 2.5        | Article 14  | Traités et ratifications                         |
| 2.6        | Article 15  | Droits de grâce et de naturalisation             |
| 2.7        | Article 16  | Distinctions et titres                           |
| 3          | Titre III   | « Libertés et droits fondamentaux »              |
| 3.1        | Article 17  | Égalité devant la loi                            |
| 3.2        | Article 18  | Nationalité                                      |
| 3.3        | Article 19  | Liberté individuelle                             |
| 3.4        | Article 20  | Légalité des peines                              |
| 3.5        | Article 21  | Inviolabilité du domicile                        |
| 3.6        | Article 22  | Respect de la vie privée                         |
| 3.7        | Article 23  | Liberté de culte et d'opinion                    |
| 3.8        | Article 24  | Droit de propriété                               |
| 3.9        | Article 25  | Droit du travail                                 |
| 3.10       | Article 26  | Protection sociale                               |
| 3.11       | Article 27  | Instruction                                      |
| 3.12       | Article 28  | Syndicats et droit de grève                      |
| 3.13       | Article 29  | Liberté de réunion                               |
| 3.14       | Article 30  | Liberté d'association                            |
| 3.15       | Article 31  | Pétition                                         |
| 3.16       | Article 32  | Droits des étrangers                             |
| 4          | Titre IV    | « Domaine public finances publiques »            |
| 4.1        | Article 33  | Domaine public                                   |
| 4.2        | Article 34  | Biens de la Couronne                             |
| 4.3        | Article 35  | Biens de l'État                                  |
| 4.4        | Article 36  | Biens vacants                                    |
| 4.5        | Article 37  | Budget national                                  |
| 4.6        | Article 38  | Politique budgétaire                             |
| 4.7        | Article 39  | Projet de budget                                 |
| 4.8        | Article 40  | Dépenses souveraines                             |
| 4.9        | Article 41  | Fonds de réserve constitutionnel                 |
| 4.10       | Article 42  | Contrôle financier                               |
| 5          | Titre V     | « Gouvernement »                                 |
| 5.1        | Article 43  | Exercice du gouvernement                         |
| 5.2        | Article 44  | Compétences du ministre d'État                   |
| 5.3        | Article 45  | Ordonnances souveraines                          |
| 5.4        | Article 46  | Exceptions relatives aux ordonnances souveraines |
| 5.5        | Article 47  | Arrêtés ministériels                             |
| 5.6        | Article 48  | Répartition des compétences normatives           |
| 5.7        | Article 49  | Délibérations gouvernementales                   |
| 5.8        | Article 50  | Responsabilité administrative                    |
| 5.9        | Article 51  | Statut des fonctionnaires                        |
| 6          | Titre VI    | « Conseil d'État »                               |
| 6.1        | Article 52  | Exercice du Conseil d'État                       |
| 7          | Titre VII   | « Conseil national »                             |
| 7.1        | Article 53  | Électorat                                        |
| 7.2        | Article 54  | Éligibilité                                      |
| 7.3        | Article 55  | Contrôle de la régularité des élections          |
| 7.4        | Article 56  | Immunité parlementaire                           |
| 7.5        | Article 57  | Installation                                     |
| 7.6        | Article 58  | Sessions ordinaires                              |
| 7.7        | Article 59  | Sessions extraordinaires                         |
| 7.8        | Article 60  | Bureau parlementaire                             |
| 7.9        | Article 61  | Règlement intérieur                              |
| 7.10       | Article 62  | Ordre du jour parlementaire                      |
| 7.11       | Article 63  | Publicité des débats                             |
| 7.12       | Article 64  | Messages princiers                               |
| 7.13       | Article 65  | Présence gouvernementale                         |
| 7.14       | Article 66  | Procédure législative                            |
| 7.15       | Article 67  | Initiative parlementaire                         |
| 7.16       | Article 68  | Ordonnances d'exécution                          |
| 7.17       | Article 69  | Publication                                      |
| 7.18       | Article 70  | Vote du budget                                   |
| 7.19       | Article 71  | Présentation du budget                           |
| 7.20       | Article 72  | Structure du budget                              |
| 7.21       | Article 73  | Crédits provisoires                              |
| 7.22       | Article 74  | Dissolution                                      |
| 8          | Titre VIII  | « Conseil de la Couronne »                       |
| 8.1        | Article 75  | Composition                                      |
| 8.2        | Article 76  | Fonctionnement                                   |
| 8.3        | Article 77  | Avis obligatoires                                |
| 9          | Titre IX    | « Commune »                                      |
| 9.1        | Article 78  | Unité communale                                  |
| 9.2        | Article 79  | Administration communale                         |
| 9.3        | Article 80  | Élection du conseil                              |
| 9.4        | Article 81  | Sessions ordinaires                              |
| 9.5        | Article 82  | Sessions extraordinaires                         |
| 9.6        | Article 83  | Dissolution                                      |
| 9.7        | Article 84  | Délégation spéciale                              |
| 9.8        | Article 85  | Présidence du conseil                            |
| 9.9        | Article 86  | Délibérations                                    |
| 9.10       | Article 87  | Budget communal                                  |
| 10         | Titre X     | « Justice »                                      |
| 10.1       | Article 88  | Indépendance judiciaire                          |
| 10.2       | Article 89  | Composition du Tribunal suprême                  |
| 10.3       | Article 90  | Compétences constitutionnelles                   |
| 10.4       | Article 91  | Organisation du tribunal                         |
| 10.5       | Article 92  | Fonctionnement                                   |
| 11         | Titre XI    | « Révision de la Constitution »                  |
| 11.1       | Article 93  | Interdiction de suspension                       |
| 11.2       | Article 94  | Accord pour révision                             |
| 11.3       | Article 95  | Majorité requise                                 |
| 12         | Titre XII   | « Dispositions finales »                         |
| 12.1       | Article 96  | Entrée en vigueur                                |
| 12.2       | Article 97  | Maintien des lois existantes                     |

## Compléments